# Sobre la quàdruple arrel del principi de raó suficient

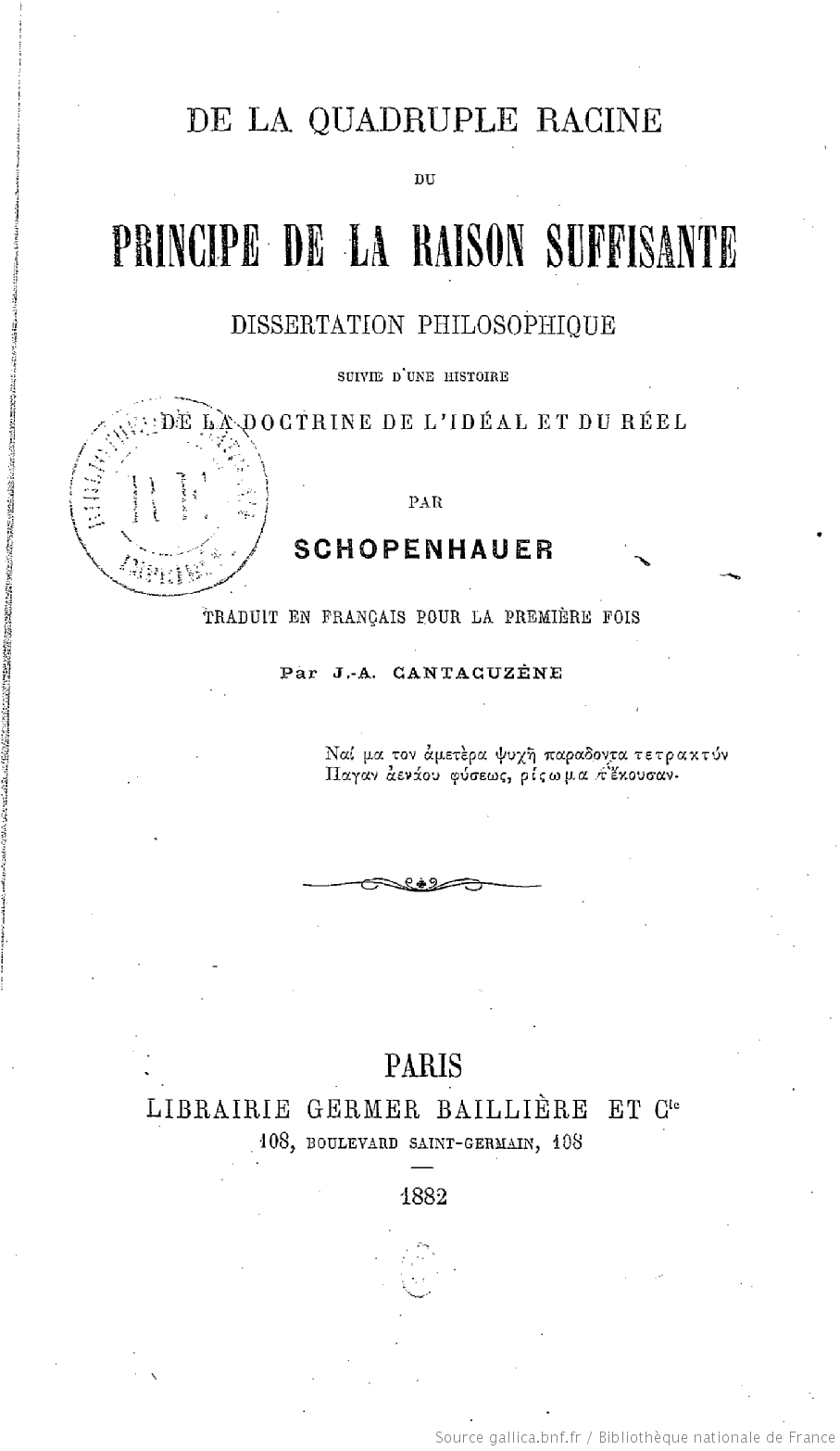
Edició francesa de l'obra

Sobre la quàdruple arrel del principi de raó suficient (en alemany: Ueber die vierfache Wurzel des Satzes vom zureichenden Grunde) és un assaig sobre el clàssic principi de raó suficient del filòsof alemany Arthur Schopenhauer, com a tesi doctoral, el 1813. El principi de raó suficient és un poderós i controvertit principi filosòfic que proposa que tot ha de tenir una raó o causa d'existir. Schopenhauer revisà i reedità l'obra el 1847. En aquest treball, s'articula la peça central de molts dels arguments de Schopenhauer, que al llarg dels seus escrits remetrà constantment a aquest breu tractat com a punt de partida necessari per a una comprensió total de la seua obra completa.

## Context

### Història
Al gener de 1813, després de sofrir una desastrosa derrota a Rússia, les primeres restes de la Grande Armée de Napoleó arribaren a Berlín. Els malalts i ferits van omplir els hospitals i va créixer el risc d'una epidèmia. Un esperit militarista patriòtic inflamava la ciutat, i la majoria de la població, filòsofs i estudiants inclosos, tenien l'esperança que podrien llevar-se el jou francés. La situació afectà molt Schopenhauer, que acabà fugint de la ciutat, cap a la petita localitat de Rudolstadt, a prop de Weimar. Fou allí, de juny a novembre del 1813, mentre s'allotjava en una posada, quan escrigué aquesta obra.
Presentada com a tesi doctoral, fou guardonada amb un doctorat per la Universitat de Jena en absència. El filòsof la publicà privadament poc després. «Sorgiren tres ressenyes de l'obra, tot tractant-la amb una certa condescendència. Se'n vengueren a penes un centenar de còpies; la resta es va destruir com a paper de desfet uns anys més tard». Entre les raons de la freda recepció d'aquesta versió, deien que mancava de l'estil lapidari que seria característic després en Hegel, i també que els arguments no semblaven pas del tot clars. N'enviaren una còpia a Goethe, que hi respongué positivament i convidà a Hegel a sa casa de manera regular, amb el pretext d'enraonar sobre filosofia, tot i que algun estudiós afirma que en el fons el que Goethe pretenia era reclutar el jove filòsof perquè l'ajudàs en la seua Teoria dels colors. El 1847 Schopenhauer reescrigué i amplià Sobre la quàdruple arrel, i en publicà una nova edició. Aquesta és la versió de l'obra que es llig hui dia. «Ací les línies de pensament estan fermament traçades i vinculades amb el seu treball principal. S'hi aprecia ja el desafiament llançat a la filosofia tradicional, i abunden els atacs contra l'esperit filosòfic de l'època».

### Filosofia
L'epistemologia de Schopenhauer arranca directament de la teoria del coneixement d'Immanuel Kant. Schopenhauer de seguida es proclamà kantià; afirmava haver-se apropiat dels èxits més destacats del seu predecessor en epistemologia, i que després simplement havia ampliat i completat el que Kant havia deixat a mig fer.

Des de la perspectiva de Schopenhauer, el mèrit primordial de Kant rau en la diferenciació entre la cosa en si mateixa (noümen), allò que subjau a la realitat, i el món fenomènic o aparent en què es mostra, açò és, el món tal com ens el representem nosaltres. El que és crucial ací és la comprensió que el que fa que l'experiència siga possible, per a començar i sense excepció, és la nostra ment que capta, sintetitza les percepcions de sensació bàsica, i abstrau conceptes a partir d'aquestes percepcions. Schopenhauer s'apropia de les formes kantianes de la sensibilitat (espai, temps i causalitat) i les transforma en el que ell diu l'"enteniment":
| « | L'aprehensió de la causalitat és l'única funció de l'enteniment, el seu únic poder, i és una gran potència de llarg abast, complexa en la seua aplicació, i tanmateix, inconfusible en la seua identitat en totes les seues manifestacions. D'altra banda, la causalitat i la matèria i, en conseqüència, tota la realitat, rauen només en la comprensió, i mitjançant la comprensió, en l'enteniment. La primera i més simple manifestació, sempre present, de l'enteniment és la percepció del món real. Es tracta del coneixement de la causa per l'efecte, i per tant, la percepció és intel·lectual. | » |

D'aquesta forma, l'enteniment no existeix independentment de la nostra capacitat de percebre i determinar relacions, ja que és la base de l'experiència. No sols el que pensem en abstracte, sinó també les nostres percepcions són intel·lectuals i determinades de manera subjectiva. En aquest punt tenim ja establertes les bases filosòfiques del perspectivisme de Nietzsche, tot i que amb una altra terminologia: el que Schopenhauer diu "representació" (Vorstellung, en alemany) es pot traduir per idea; de fet, el mateix Schopenhauer ofereix aquesta traducció d'un ús semblant en Kant de Vorstellungen. Aquesta idea, però, és semànticament diferent de la idea platònica (que Schopenhauer insisteix que s'expressa amb l'Ideen alemany) i de l'ús de George Berkeley d'idea.

## El món com a representació
La proposta central de Schopenhauer rau en la idea principal que emana de tota la seua filosofia i que es resumeix en l'asserció amb què s'obri el seu assaig fonamental, El món com a voluntat i representació: «El món és la meua representació». La resta de la seua obra és una elaborada anàlisi i desenvolupament d'aquest principi, que arranca de l'epistemologia kantiana, però és elaborat fil per randa amb la seua original versió del principi de raó suficient. La seua filosofia de la representació i la voluntat s'encarrega de donar explicacions escaients per a qualsevol "cosa" o objecte que s'origina en relació amb un subjecte de coneixement. A qualsevol representació possible sempre cal aplicar-se-li la pregunta per què?. Aquesta és la tasca que Schopenhauer s'imposa a grans trets, amb vista a ampliar i completar la tasca que Kant emprengué amb la Crítica de la raó pura.

## Argument
Schopenhauer presenta el principi de raó suficient des de quatre punts de vista que es corresponen amb les quatre arrels del títol. Hi ha quatre tipus d'objectes que es produeixen en relació amb el subjecte cognoscent, segons una capacitat correlativa intrínseca del subjecte. Aquestes quatre formes del principi de raó (o causa) suficient es resumeixen així:

### Principi de raó suficient de l'esdevenir
1. Principi de raó suficient de l'esdevenir: Sols amb la combinació de temps i espai la realitat és perceptible pel subjecte, i això permet les idees de percepció i aporta el substrat dels judicis. Ací rau la llei de la causalitat que, si es considera de manera subjectiva, dona un coneixement intel·lectual i apriorístic. Tots els possibles judicis que són inferències d'una causa i un efecte –estat físic que un subjecte obté com a causat per un altre estat físic, o a l'inrevés– ixen d'aquest fonament per a la possibilitat d'aquests judicis. Les ciències naturals actuen dins d'aquest aspecte del principi. Schopenhauer planteja una prova de l'aprioritat de la causalitat (que l'univers, de fet, opera, si més no en general, com a causal en comptes de simplement ser percebut només a posteriori a causa de la repetició de les seqüències) que és diferent de la de Kant. La prova se'n basa en la intel·lectualitat de les coses percebudes (representacions) –que són produïdes per "la projecció de la causalitat cap enrere en el temps", a partir d'excitacions físiques de les cèl·lules i els nervis (aquesta és la funció de la intel·ligència o cervell)– i aparentment està influïda pel filòsof medieval Erazmus Ciolek Witelo i les seues indagacions sobre òptica i psicologia de la percepció visual. Segons Nicola Abbagnano:
| « | Regula les relacions entre les coses naturals i determina la successió necessària de l'efecte a la causa. Aquesta forma delimita les representacions intuïtives, completes i empíriques, de les coses o dels cossos naturals. En els aspectes d'aquesta forma de causalitat es fonamenta la diferència entre el cos orgànic, la planta i l'animal: el cos orgànic es determina pels canvis per causes (en el sentit restringit del mot); la planta, per estímuls; l'animal, per motius. | » |

### Principi de raó suficient de conéixer
2. Principi de raó suficient de conéixer: Aquesta classe d'objectes engloba els judicis o conceptes abstractes que una persona elabora per la raó conceptual i discursiva, que és la base del coneixement. Les altres tres classes d'objectes són representacions immediates, mentre que aquesta classe se'n compon de representacions de representacions. Per tant, el valor de veritat dels conceptes abstrets de qualsevol de les altres tres classes d'objectes se'n basa en la referència a alguna cosa fora del concepte. Els conceptes són judicis abstractes basats en intuïcions del temps i de l'espai, les idees de la percepció (causalitat aparent en el món exterior), o els actes de voluntat (causalitat experimentada des de dins). Aquesta classe d'objectes fa el llenguatge (en forma de judicis abstractes comunicables) possible i, en conseqüència, totes les ciències.
Abbagnano: 
| « | Regula les relacions entre judicis i fa dependre la veritat de la conclusió de les premisses. Aquesta forma de principio delimita la classe de coneixements que sols té l'ésser humà, els coneixements racionals vertaders i propis. | » |

### Principi de raó suficient de l'ésser
3. Principi de raó suficient de l'ésser: Temps i espai comprenen camps independents de l'ésser. Aquestes formes a priori (prèvies a l'experiència) proporcionen al subjecte respectivament un sentit temporal "intern" i un sentit espacial "extern". Subjectivament, aquestes són les formes de la sensibilitat pura, que fan les sensacions possibles per al subjecte. La primera fa possible l'aritmètica, i es pressuposa per a totes les altres formes del principi de raó suficient; l'altra fa possible la geometria. El temps és unidimensional i purament successiu; cada moment en determina el següent; en l'espai, qualsevol posició es determina sols en les seues relacions amb la resta de posiciones d'un sistema, per tant, finit i tancat. Així, les intuïcions de temps i espai proporcionen els motius de l'ésser que fan possibles els judicis aritmètics i geomètrics, que també són vàlids per a l'experiència.
Abbagnano: 
| « | Regula les relacions entre les parts del temps i l'espai, i per açò determina la concatenació lògica dels ens aritmètics i geomètrics. Per tant, s'hi funda la veritat dels coneixements matemàtics. | » |

### Principi de raó suficient d'actuar
4. Principi de raó suficient de l'obrar o voler: és possible per a un subjecte saber conéixer-se a si mateix directament com a "voluntat". El subjecte coneix els seus actes de voluntat sols després dels fets en el temps. L'acció, llavors, troba l'arrel en la llei de la motivació, el terreny de l'actuació, que es la causalitat, vista, però, des de l'interior. és a dir, el subjecte no sols es coneix el cos en tant que objecte dels sentits externs en l'espai, sinó també amb un sentit intern, en el temps; el subjecte té consciència de si mateix a més de conéixer-se el cos com a idea de la percepció. ¿Per què un subjecte actua així? Quan un motiu suficient apareix en la forma d'una intuïció, percepció o una concepció abstracta, el subjecte actuarà seguint el seu caràcter o "voluntat". Malgrat tots els plans en sentit contrari, quan arriba el moment real d'actuar, ho fem dins els constituents de la situació retòrica (les representacions presents en l'experiència del subjecte), i sovint ens sorprenem pel que diem i fem. Les ciències humanes troben el camp d'estudi en aquest aspecte del principi de raó suficient.
Abbagnano: 
| « | Regula les relacions entre les accions i les fa dependre dels motius. La motivació és, per això, una classe particular de causalitat i, precisament, la causalitat vista des de l'interior del subjecte agent. | » |

D'acord amb Abbagnano, "aquestes quatre formes del principi de causalitat són quatre formes de necessitat que dominen el món de la representació: la necessitat lògica seguint el principi de la ratio cognoscendi [raó del coneixement]; la necessitat física seguint la llei de la causalitat; la necessitat matemàtica seguint el principi de la ratio essendi [raó de ser], i la necessitat moral, segons la qual qualsevol persona, com qualsevol animal, ha de complir l'acció indicada pel motiu, quan aquest motiu se li ha presentat. Aquesta darrera forma de necessitat exclou la llibertat de la voluntat humana, que realment no existeix pas, segons Schopenhauer. L'individu, com a representació, només és un fenomen entre altres fenòmens, i se sotmet a la llei general dels fenòmens, que és la causalitat, en la manera específica que li és pròpia, la de la motivació».

## Conclusió
D'acord amb Arthur Schopenhauer, un judici és una conjunt o divisió de dos o més conceptes. Quan un judici ha de ser una expressió de coneixement, cal que tinga una raó suficient per la qual el judici puga considerar-se vertader. La veritat és la referència d'un judici cap a una entitat diferent de si mateix que és la seua raó suficient (fonament). Els judicis poden tenir veritat material, formal, transcendental o metalògica. Un judici té veritat material quan els seus conceptes es fonamenten en percepcions intuïtives generades per sensacions. Quan un judici té la seua raó (fonament) en un altre judici, la seua veritat s'anomena lògica o formal. Quan un judici, de, posem per cas, matemàtiques pures o ciència pura, es fonamenta en les formes (espai, temps, causalitat) del coneixement empíric intuïtiu, aleshores el judici conté una veritat transcendental.
Unes regles diferents faciliten les possibles explicacions per a aquestes quatre classes de representacions i "qualsevol explicació donada d'acord amb aquesta línia de pensament és només relativa. [El principi de raó suficient] explica les coses en referència a d'altres; sempre, però, deixa una cosa inexplicable que se pressuposa", i les dues coses totalment inexplicables són el principi en si mateix i "la cosa en si (noümen)", que Schopenhauer relaciona amb la voluntat de viure. El principi, vist des d'una altra perspectiva, possibilita la forma general de qualsevol punt de vista donat, i hi pressuposa subjecte i objecte. La cosa en si mateixa, però, més enllà de subjecte i objecte, roman per sempre incognoscible des de qualsevol punt de vista, perquè qualsevol qualitat que se li atribuïsca només es fonamenta en percepcions, açò és, constructes de la ment a partir de sensacions donades en el temps i l'espai.
Els conceptes que ens creem a partir de les percepcions no poden pas referir-se a cap cosa que es trobe més enllà d'aquests límits de l'experiència i, ja abans que per a Schopenhauer, queien sota la navalla crítica de Kant les proves de l'existència de Déu o qualsevol cosa més enllà d'una possible experiència. Kant denomina el seu mètode idealisme crític o transcendental. Cal, però, tenir en compte ací que "transcendental" no es refereix al coneixement del que és incognoscible, sinó a les condicions intel·lectuals a priori necessàries per a l'experiència. Aquesta intuïció del coneixement a priori és l'antecedent de l'expressió postmoderna "per endavant" [always already, en anglés]: només un "temps" i un "espai" concrets delimiten la possibilitat de l'experiència. Schopenhauer diferencia en aquest punt el que ell diu els "falsos a priori": la perspectiva cultural (ideologia) en què una persona s'ha format determina la seua relació amb l'experiència, a més a més de les formes a priori d'espai i temps esmentades. Schopenhauer els considera falsos a priori perquè se'n poden indagar i descobrir els motius, i açò duu a una reorientació referida als fenòmens de l'experiència com a font de nous coneixements, diferenciant-los dels simples prejudicis "per endavant" de cada persona sobre els fenòmens.

## Resum de E. F. J. Payne
En el pròleg a la traducció a l'anglés de El món com a voluntat i representació de Schopenhauer, E. F. J. Payne resumeix concisament Sobre la quàdruple arrel:
| « | La nostra ment cognoscent […] és divisible únicament en subjecte i objecte. Ser objecte per al subjecte i ser la nostra pròpia representació o imatge mental són una i la mateixa cosa. Totes les nostres representacions són objectes per al subjecte, i tots els objectes del subjecte són les nostres representacions. Aquestes es distingeixen entre si dins un esquema regulat de manera determinable a priori, i en virtut d'aquest esquema res existent per si mateix, res independent, únic o a part, pot convertir-se en objecte per a nosaltres. […] El primer aspecte d'aquest principi és el d'"esdevenir", en què aquest apareix com la llei de la causalitat, i s'aplica únicament als canvis. Així, donada una causa concreta, l'efecte se n'ha de seguir necessàriament. El segon aspecte es refereix a conceptes o representacions abstractes, que al seu torn s'han extret de les representacions de la percepció intuïtiva, i ací el principi de raó suficient estableix que, donades certes premisses, la conclusió se n'ha de seguir. El tercer aspecte del principi té a veure a ser en l'espai i el temps, i mostra que l'existència d'una relació implica inevitablement l'existència d'una altra, i la igualtat dels angles d'un triangle implica necessàriament la igualtat dels seus costats, i viceversa. Per últim, el quart aspecte se'n refereix als actes, i el principi apareix com la llei de la motivació, que estableix que una seqüència d'acció definida sobrevé inevitablement a un caràcter i motiu determinats. | » |